# Ditrysia
De Ditrysia zijn een clade van vlinders die gekenmerkt worden doordat bij het vrouwtje de paring via een andere geslachtsopening verloopt dan de eileg. De clade omvat zo'n 98% van alle beschreven soorten vlinders, alle in de infraorde Heteroneura. Bij de tegenhanger, de wegens parafylie niet langer als taxonomische eenheid onderscheiden groep van de Monotrysia, heeft het vrouwtje één opening voor paring en eileg.